# هانتینگدونشر
هانتینگدونشر (به انگلیسی: Huntingdonshire) یک منطقهٔ مسکونی در بریتانیا است که در کمبریج‌شر واقع شده‌است.

## خصوصیات
هانتینگدونشر ۹۱۲٫۵ کیلومتر مربع مساحت و ۱۷۳٬۶۰۵ نفر جمعیت دارد.